# ان‌جی‌سی ۵۶۱
ان‌جی‌سی ۵۶۱ (انگلیسی: NGC 561) یک کهکشان مارپیچی میله‌ای است که در صورت فلکی آندرومدا قرار دارد. کهکشان NGC 561 توسط هاینریش لویی داره در سال ۱۸۶۲ میلادی کشف شد.